# サンタマリア (米津玄師の曲)
『サンタマリア』は、米津玄師のメジャー1枚目のシングル。2013年5月29日にユニバーサルシグマからリリース。

## 解説
本作はニコニコ動画等でハチ名義を用いてボーカロイド楽曲を発表していた米津にとって、本人名義でのメジャーデビュー作品である。楽曲だけでなく、ジャケットワーク・歌詞カード・ミュージックビデオに登場する絵本なども、米津が自ら描いている。
前回の「diorama」の製作をすべて一人で行ったのに対し、今作ではバンドサウンドが好きと公言する本人の意思から、バンドレコーディングによる製作がなされた。最初にレコーディングメンバーにデモ音源を渡して、2回程度のリハーサルで言葉と肉体の両面で意思疎通を図り、その後本レコーディングという流れだった。

## 収録曲
全作詞・作曲・編曲：米津玄師

### 限定予約生産 リミテッドパッケージ イラスト特典バージョン
ユニバーサルストア限定予約生産。数量限定で現在は廃盤となっている。
CD
1. サンタマリア [5:37]
2. 百鬼夜行 [4:39]
3. 笛吹けども踊らず [3:07]

ビッグサイズ紙ジャケット、絵本「サンタマリア」スペシャルブック60ページ同梱。

### 初回盤（CD+DVD）
CD
1. サンタマリア [5:37]
2. 百鬼夜行 [4:39]
3. 笛吹けども踊らず [3:07]

DVD
1. 「サンタマリア」Music Video
監督はPerfumeやサカナクションなどの映像を手がける関和亮。
テレキャスターを使用した米津本人が出演している。使用されているイラストも本人によるもの。
2. 「サンタマリア」めくる絵本 Music Video
絵本「サンタマリア」を1ページずつめくっていく映像。

### 通常盤（CD+シリアルナンバー）
CDの他にUSTREAMで2013年6月15日の20時に自身のUSTREAMチャンネルで行われた、弾き語りライブストリーミングを見るためのシリアルナンバーが封入されていた。また当日以降2013年6月30日までアーカイブが公開されていた。当日は米津玄師のトーク、「サンタマリア」「百鬼夜行」といった新曲や既存曲の弾き語りライブが行われた。
CD
1. サンタマリア [5:37]
2. 百鬼夜行 [4:39]
3. 笛吹けども踊らず [3:07]

ライブストリーミング閲覧に必要なシリアルナンバー封入。（初回プレス分のみ）

## 楽曲解説
サンタマリア
シングル及び表題曲の題名となるサンタマリアとは一般的に聖母マリア、イエスの母マリアと呼称される存在である。
百鬼夜行
「diorama」の次にリリースしようと思って作った曲だが、しっくりこなかったために一度凍結して「サンタマリア」を作った。この曲は発売以前にも自身のUSTREAMチャンネルで弾き語りしていた。
笛吹けども踊らず
楽曲名は、「手を尽くして準備をしても、応えようとする人間がいない」という例えで、新約聖書・マタイによる福音書の一説が起源である。